# Adidas Europass
Europass es un balón de fútbol fabricado por Adidas. Fue el balón oficial de la UEFA Euro 2008. El balón se presentó oficialmente el 2 de diciembre de 2007 durante el sorteo de grupos de la fase final del torneo. Para la final se utilizó una versión plateada, denominada "Europass Gloria". El mismo balón pero con un diseño diferente (según la competición) se utilizó en la UEFA Champions League de 2008 a 2009 y en la  Copa Confederaciones 2009 en Sudáfrica, en la Supercopa de la UEFA de 2009 y la UEFA Europa League de 2009-10 .
El Terrapass, similar al balón Europass, se utilizó en el Campeonato de Europa Sub-21 y Femenino de 2009, en la Copa Confederaciones 2009 en Sudáfrica pero con otros gráficos inspirados en los vestidos Ndebele, así como en algunos partidos internacionales.

## Información técnica
La pelota está hecha de 14 paneles en lugar de los tradicionales 32 paneles. Es una evolución del balón Teamgeist, utilizado 2 años antes en la Copa Mundial de Fútbol de 2006 celebrada en Alemania pero con un nuevo diseño de superficie PSC (creeps). Los bordes están unidos térmicamente en lugar de estar cosidos y se usa un adhesivo especial para mayor durabilidad y resistencia al agua.

## Crítica
La mayoría de las críticas que enfrentó el balón provinieron de los porteros de las selecciones participantes. El entrenador de arqueros de Alemania, Andreas Köpke, dijo a los periodistas: "Básicamente, nadie está 100 por ciento satisfecho con este balón". Agregó: "No tiene sentido lamentarse por esto", y agregó que su equipo había tratado de sacar lo mejor de él. "[Pero] no creo que consigamos más goles porque la pelota gira".
"He tenido algunos problemas con los balones oficiales, recién comencé a trabajar con ellos hace una semana, pero son muy diferentes a los que se usaron para la Copa del Mundo de 2006. Durante la primera mitad, fui a atrapar el balón y empezó a flotar un poco", se quejó el portero alemán Jens Lehmann.
El portero del coanfitrión Austria, Alexander Manninger, así como el portero checo Petr Čech, también expresaron su descontento, y el primero afirmó: "Este balón no es amigo del portero".
Los porteros italianos tampoco estaban muy satisfechos con el balón. El titular y campeón del mundo Gianluigi Buffon dijo: "Tal vez solo tenemos que acostumbrarnos. Pero no importará, obtendré la pelota de todos modos". Mientras tanto, Marco Amelia dijo a los periodistas: "Cambió de dirección. Para no hacer un lío tratando de detenerlo, es mejor eliminarlo a golpes”.
Adidas respondió a todas las críticas diciendo: "La nueva estructura de la superficie del balón permite a los jugadores controlarlo y dirigirlo perfectamente en todas las condiciones climáticas". También señaló que la nueva textura de la superficie del balón en la piel exterior garantizaba "un agarre óptimo entre el balón y la bota", así como un mejor agarre entre el guante y el balón para los porteros.